# غينارو في. فاسكيز
غينارو في. فاسكيز (بالإسبانية: Genaro V. Vásquez)‏ هو محامي وقاضي مكسيكي، ولد في 1892 في سانتا كروز خوخوكوتلان في المكسيك، وتوفي في 1967 في مدينة مكسيكو في المكسيك.